# Йорк (полуостров)

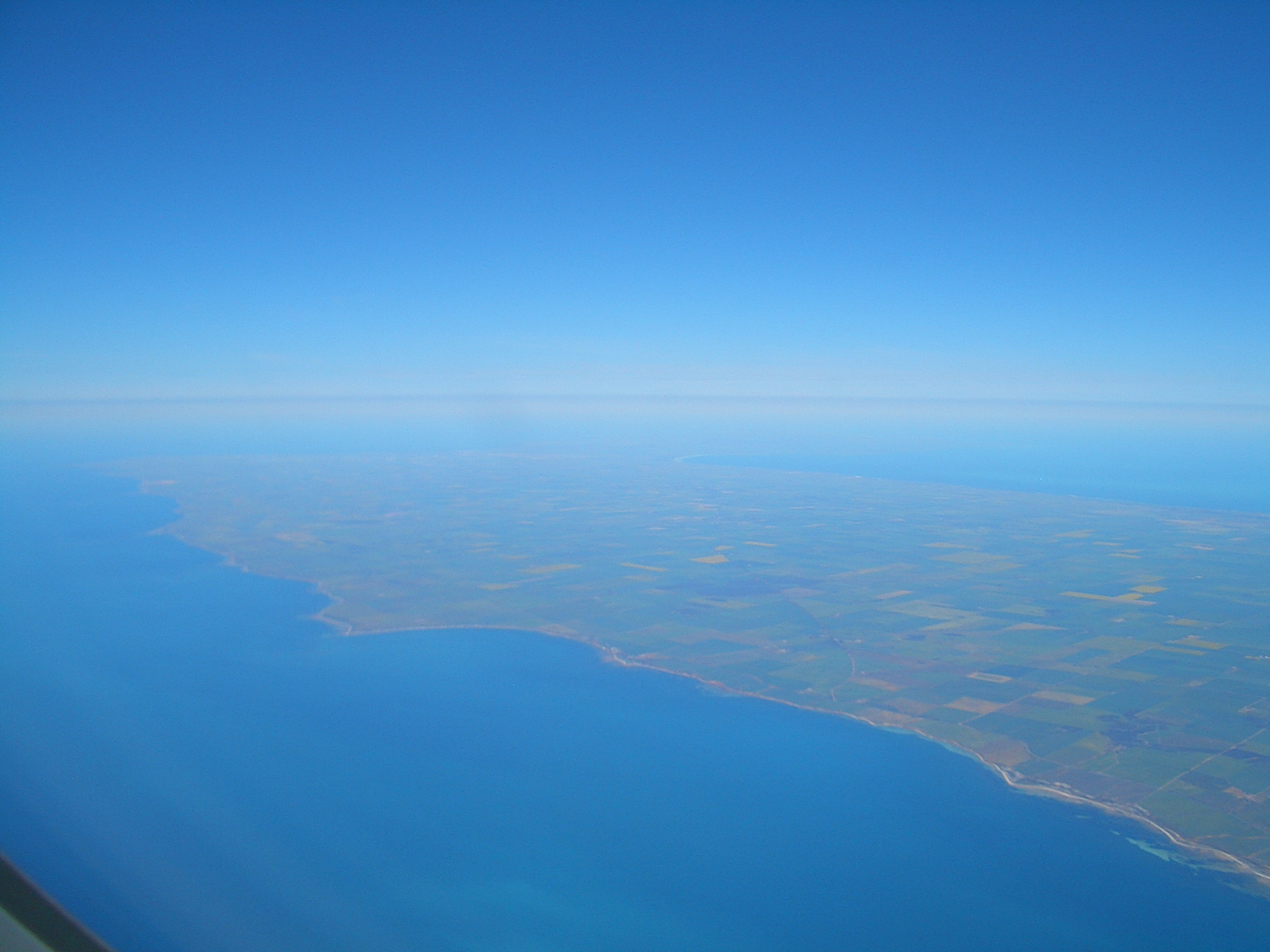
Вид на полуостров с воздуха.

Йорк (англ. Yorke Peninsula) — полуостров в Австралии между заливами Спенсер и Сент-Винсент. Выделяется в отдельный регион.

## География

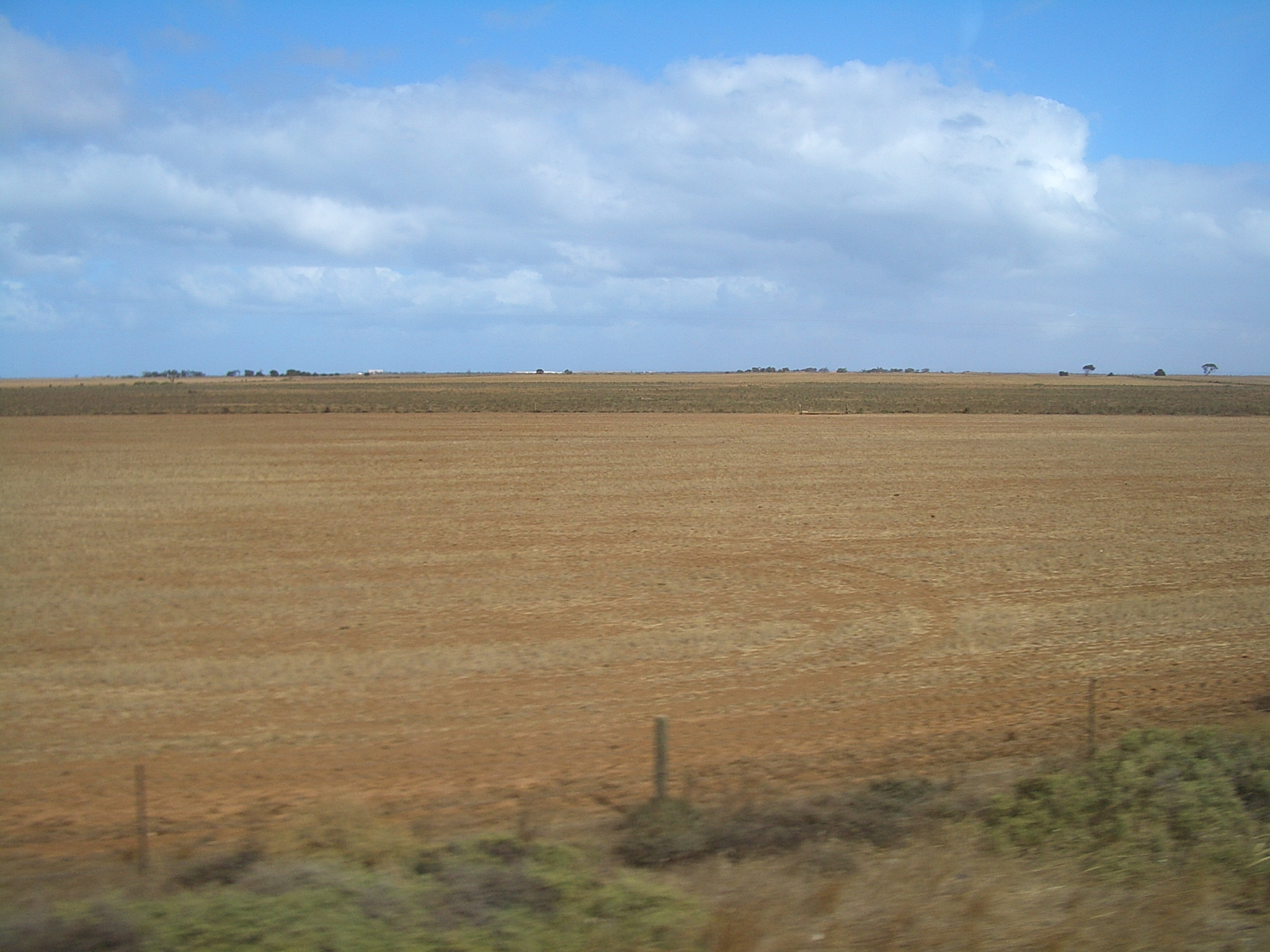
Большая часть полуострова Йорк отличается плоским рельефом

Полуостров Йорк расположен в австралийском штате Южная Австралия, примерно в 150 км от города Аделаиды. Контур полуострова имеет форму сапога, несколько напоминающий Апеннинский полуостров.
Полуостров Йорк омывается на западе заливом Спенсер, отделяющим его от полуострова Эйр, а на востоке — заливом Сент-Винсент, отделяющим его от города Аделаида и полуострова Флоро. На юге полуостров Йорк отделён проливом Инвестигейтор от острова Кенгуру.
Длина полуострова, простирающегося от мыса Спенсер на юге до Порта-Бротона на севере, составляет около 240 км, ширина — 48 км. Площадь — 4200 км², длина береговой линии — 563 км. Высшая точка полуострова достигает 244 м. Постоянные реки отсутствуют. Максимальная температура летом — 40 °C, минимальная зимой — 4 °C.
В юго-западной части полуострова расположен Национальный парк Иннс (англ. Innes National Park).

## История

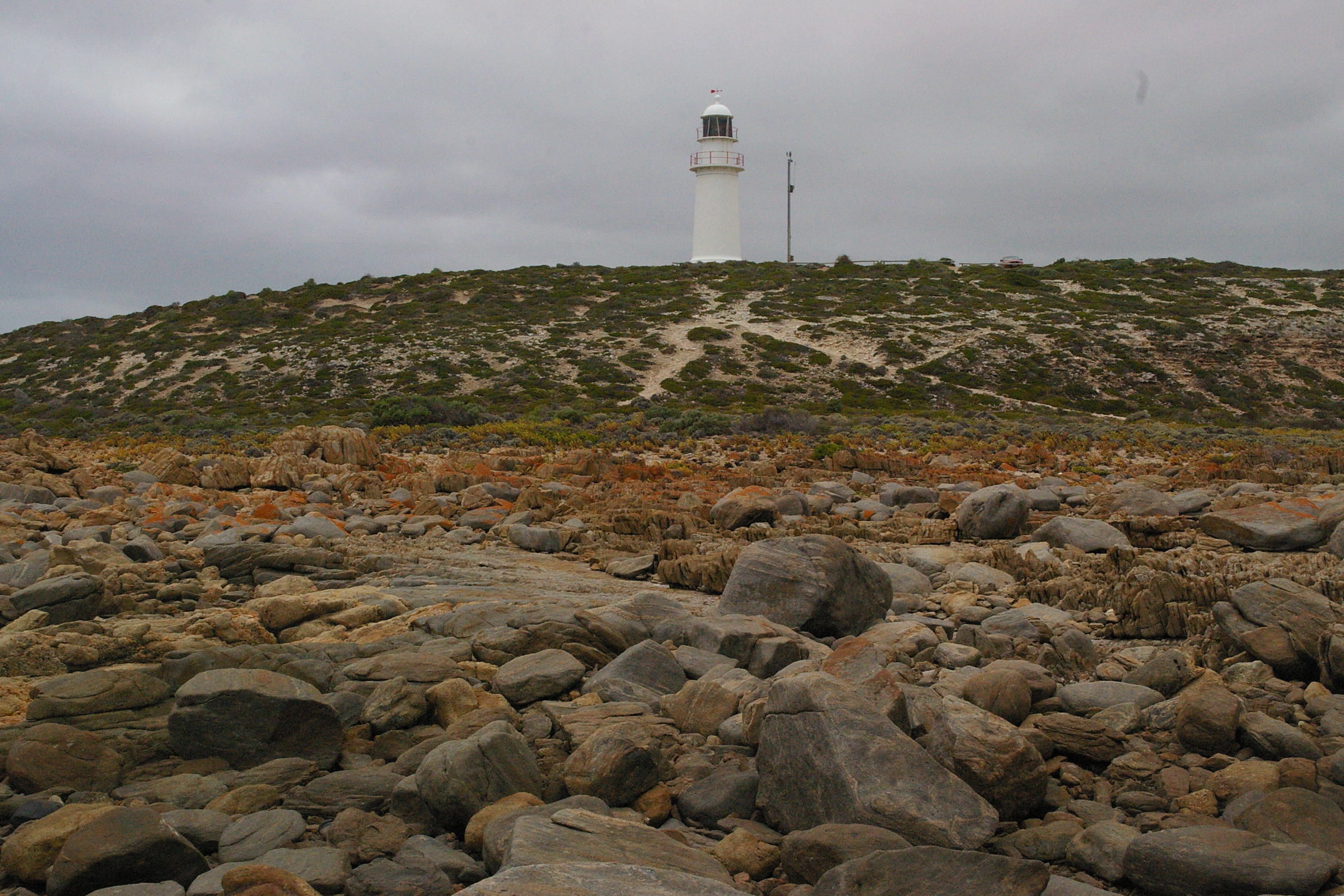
Маяк на полуострове.

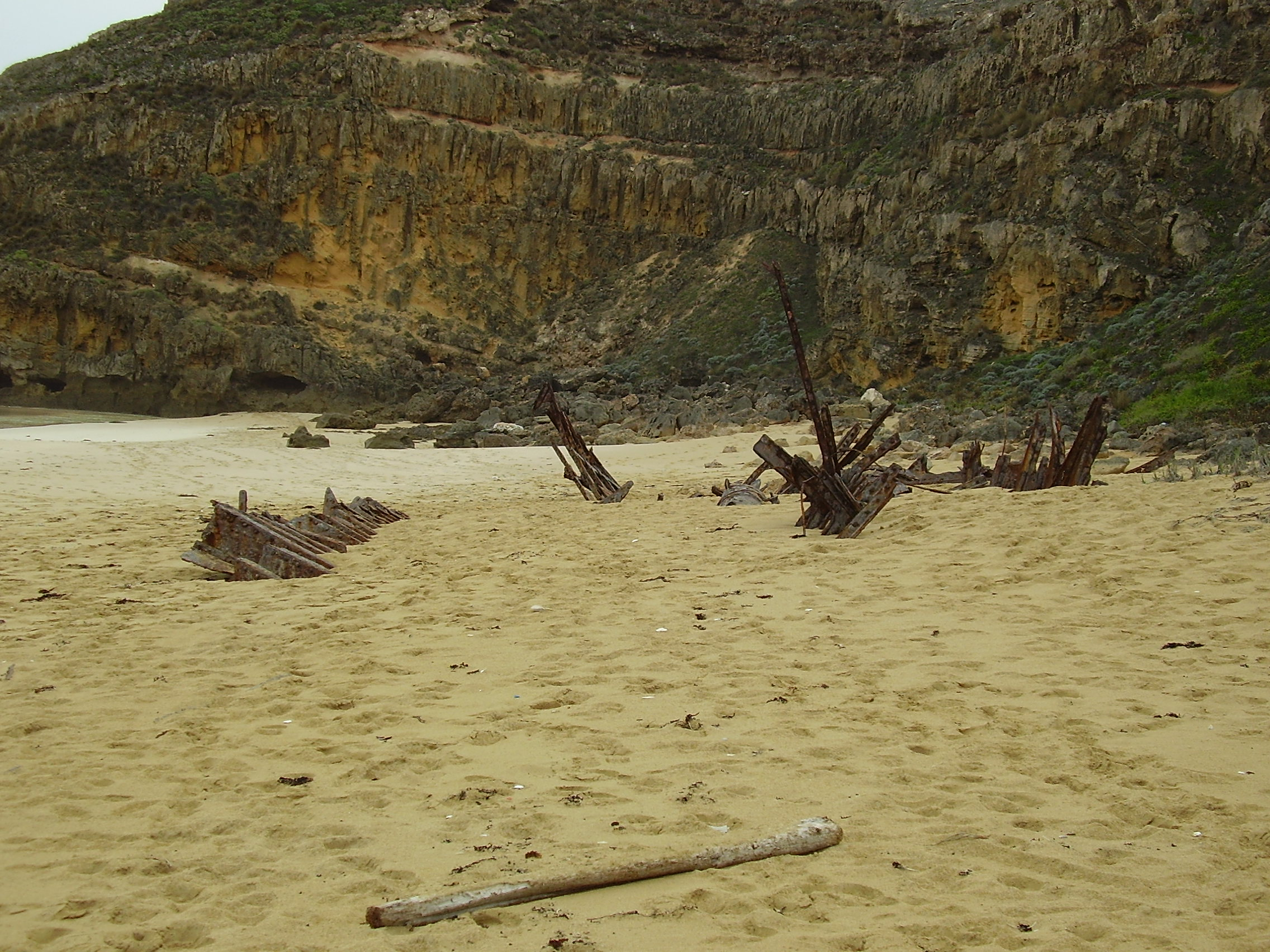
Пляж полуострова с обломками корабля.

Полуостров Йорк с давних времён населяли коренные жители Австралии — австралийские аборигены племени адьядура (англ. Adjahdura people), которые были разделены на четыре клана: кунара на севере, виндера на востоке, вари на западе и дилпа на юге. Поселения жителей преимущественно располагались на побережье полуострова. Появление на Йорке европейцев привело к резкому сокращению численности населения коренных жителей, которые сильно пострадали от завезённых заболеваний и огнестрельного оружия. В результате из предположительно 500 человек, населявших полуостров в начале европейской колонизации, к 1880 году в живых остались около 100 аборигенов. К концу XIX века большинство представителей племени адьядура проживало в поселении Пойнт-Пирс (англ. Point Pearce), основанном в 1867 году христианскими миссионерами. Фактически это было единственное безопасное место для аборигенов. С тех пор коренных жителей полуострова стали называть нарунгга (англ. Narungga, переводится как «полевой лагерь»).
Европейским первооткрывателем полуострова стал британский путешественник Мэтью Флиндерс, который назвал его в 1802 году в честь Чарльза Филипа Йорка (1764—1834), политика, члена британского парламента, первого лорда Адмиралтейства. Параллельно с ним этот район изучал французский путешественник Николя-Тома Боден, который, как и Флиндерс, первым составил карту полуострова.
С 1846 года на полуострове стало активно развиваться сельское хозяйство, а в 1851 году были заключены первые арендные договоры на землю. Впоследствии Йорк стал привлекательным местом для многих европейских поселенцев из близлежащих районов, получив прозвище «Ячменная столица мира». И в настоящее время Йорк является крупным сельскохозяйственным центром Австралии. В 1855 году на расположенном в непосредственной близости от полуострова острове был сооружён второй по счёту в Южной Австралии и первый австралийский чугунный маяк, сделанный, правда, в Британии и доставленный по частям кораблями в Австралию.

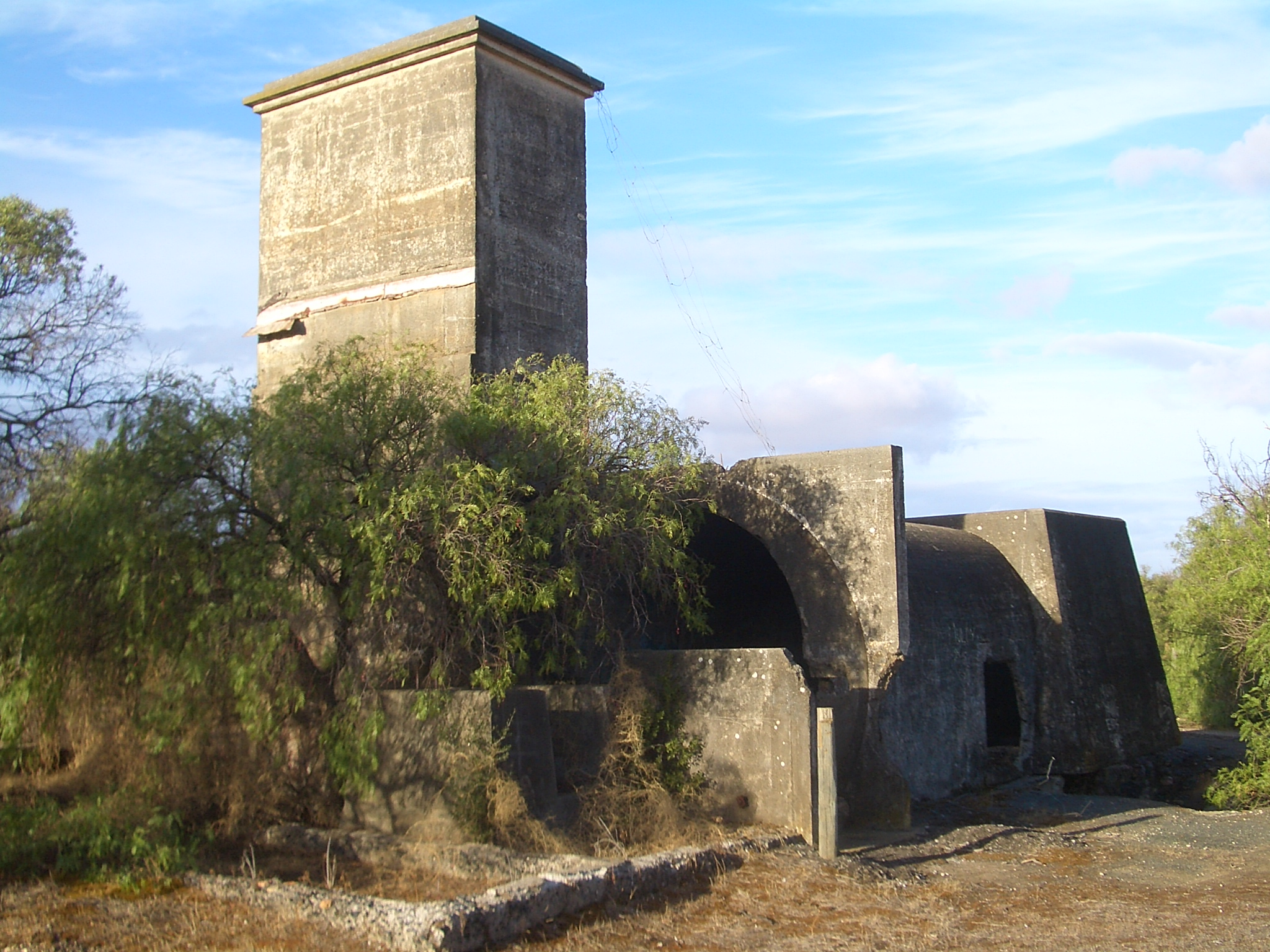
Руины на бывших шахтах Уоллару у города Кадина

В 1857 году недалеко от современного поселения Кадина были открыты месторождения меди, что привело к резкому наплыву европейских поселенцев на полуостров (в основном родом из британского графства Корнуолл). Уже к 1890 году в районе шахт Йорка проживало около 30 тысяч человек. Впоследствии месторождения были открыты и у близлежащего городка Мунта. Медь на полуострове разрабатывалась вплоть до 1923 года, когда были закрыты шахты Мунта и Уоллару. С тех пор основным занятием местных жителей, которые не покинули полуостров, стало сельское хозяйство. Хотя определённый импульс был дан также развитию морского судоходства с появлением нескольких портов на берегу Йорка.
В 1970 году на южной оконечности полуострова был открыт Национальный парк Иннс, площадь которого составляет 9232 га, а в 1997 году в результате слияния четырёх советов был образован окружной совет полуострова Йорк.

## Население
Основные города, расположенные на полуострове, — города «медного треугольника» Кадина, Мунта, Уоллару; фермерские центры Мейтленд, Йорктаун; порт Ардроссан. Другие прибрежные города являются популярными местами отдыха. Согласно данным переписи 2006 года в окружном совете Йорк проживало 11 190 человек, из которых австралийскими аборигенами были 328 человек. Основной язык общения — английский (10 653 человека), второй по популярности — голландский (22 человека).
На полуострове развито сельское хозяйство, прежде всего, выращивание зерновых культур (особенно ячменя), которые традиционно доставлялись в другие районы страны морским путём из-за отсутствия в прошлом железных дорог. Большинство прибрежных городов полуострова имеют удобные пристани.